# كسينيا ميلوفا
كسينيا ميلوفا مواليد 6 يناير 1992، هي لاعبة كرة يد روسية تلعب كظهير أيسر. تلعب حاليا مع دينامو فولغوغراد. مثلت منتخب روسيا لكرة اليد للسيدات.

## سجل المنافسة
شاركت في البطولات التالية:
- بطولة أوروبا لكرة اليد للسيدات 2012